# Бельгийская и Голландская епархия
Бельгийская и Голландская епархия (груз. ბელგიისა და ჰოლანდიის ეპარქია) — епархия Грузинской православной церкви на территории Бельгии, Люксембурга и Нидерландов.

## История
3 июня 2014 года для приходов Грузинской православной церкви в странах Бенилюкса была создана Бельгийская и Голландская епархия из территории Западноевропейской епархии.
Кафедральным собором стал храм святой царицы Тамары в Брюсселе.

## Епископы
- Досифей (Богверадзе) (с 15 июня 2014)